# Frontispici (arts gràfiques)

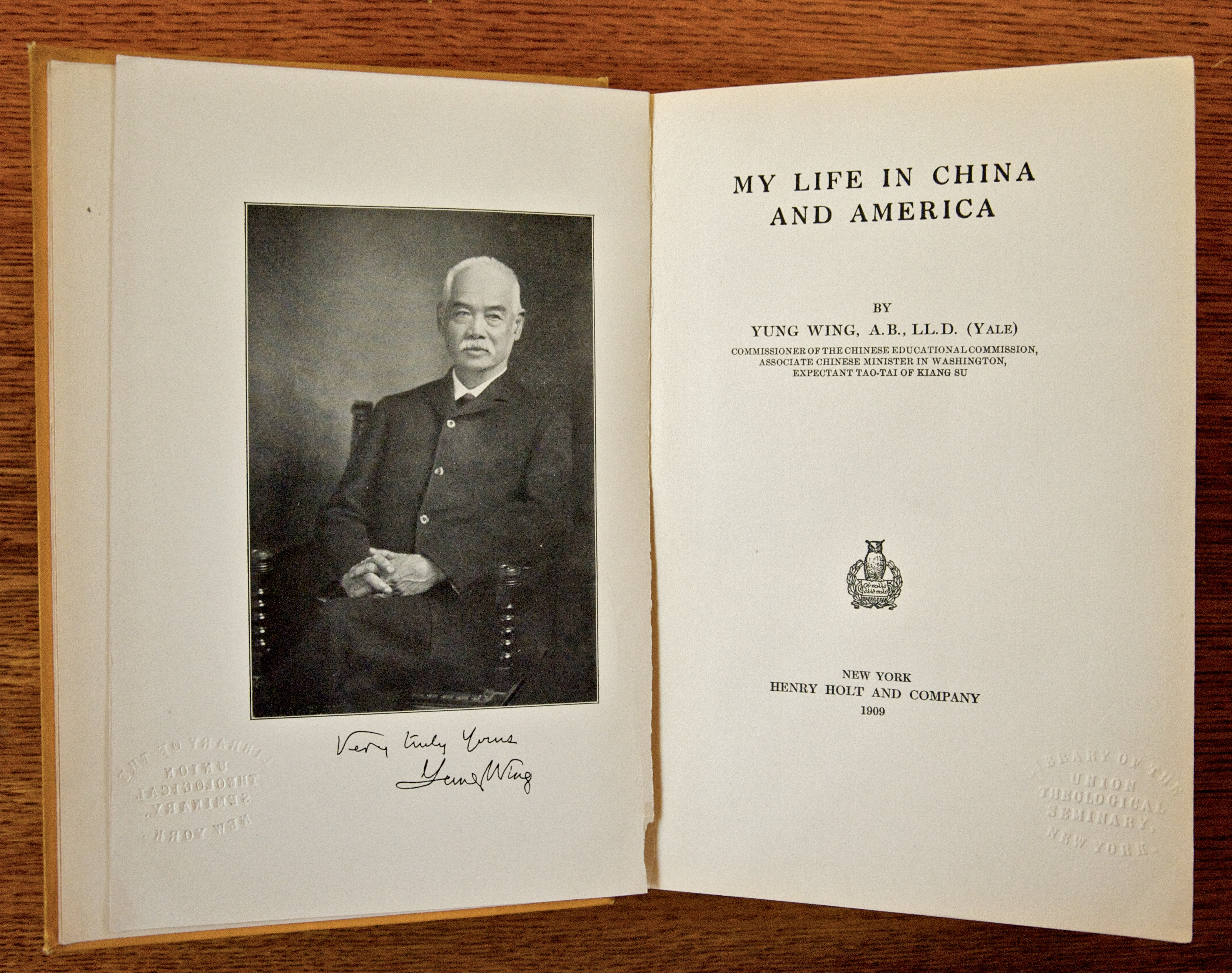
Retrat al frontispici d'un llibre

Un frontispici en arts gràfiques són les pàgines d'un llibre encarades amb la portada, quan duu una composició dibuixada o pintada. Alguns llibres en lloc de dur una il·lustració inclouen el retrat de l'autor. Al segle XVII aquest mot designava les pàgines amb el títol dels llibres, sovint decorades amb gravats intricats que incloïen elements estilístics de l'arquitectura, com columnes i frontons. Durant el segle xvi, les portades s'acompanyaven amb il·lustracions i el terme va prendre el significat que conserva avui ja en 1682.